# Qrız
Qrız (ryska: Кырыз) är en ort i Azerbajdzjan.   Den ligger i distriktet Quba Rayonu, i den nordöstra delen av landet, 170 km nordväst om huvudstaden Baku. Qrız ligger 2 016 meter över havet och antalet invånare är 368.
Terrängen runt Qrız är bergig åt nordost, men åt sydväst är den kuperad. Terrängen runt Qrız sluttar österut. Närmaste större samhälle är Xınalıq, 10,3 km väster om Qrız. 
Trakten runt Qrız består i huvudsak av gräsmarker. Runt Qrız är det ganska glesbefolkat, med 48 invånare per kvadratkilometer.